# بيضان (خنفر)

تعديل مصدري - تعديل

بيضان هي إحدى قرى عزلة جعار بمديرية خنفر التابعة لمحافظة أبين، بلغ تعداد سكانها 89 نسمة حسب تعداد اليمن لعام 2004.